# Петровское (Вологодский район)
Петровское — деревня в Вологодском районе Вологодской области.
Входит в состав Спасского сельского поселения, с точки зрения административно-территориального деления — в Спасский сельсовет.
Расстояние по автодороге до районного центра Вологды — 17 км, до центра муниципального образования Непотягово — 7 км. Ближайшие населённые пункты — Малиновка, Козицыно, Озерково, Марюхино, Болтино, Емельяново, Маурино, Маурино, Бурцево.

## Население
| 2010 |
| ---- |
| 16   |

По переписи 2002 года население — 3 человека.